# Neuvy-Bouin
 Neuvy-Bouin  es una población y comuna francesa, en la región de Poitou-Charentes, departamento de Deux-Sèvres, en el distrito de Parthenay y cantón de Secondigny.

## Demografía
| 758 | 708 | 620 | 596 | 516 | 523 |
| Para los censos de 1962 a 1999 la población legal corresponde a la población sin duplicidades (Fuente: INSEE [Consultar]) |     |     |     |     |     |